# Забор'є (Бабушкінський район)
Забо́р'є (рос. Заборье) — присілок у складі Бабушкінського району Вологодської області, Росія. Входить до складу Підболотного сільського поселення.

## Населення
Населення — 86 осіб (2010; 102 у 2002).
Національний склад (станом на 2002 рік):
- росіяни — 100 %